# Lan Hungh
 Lan Hungh (* 5. September 1976 in Taipei) ist ein taiwanischer  Performancekünstler.

## Leben und Werdegang
Lan Hungh wurde in Taipeh, Taiwan geboren. Er studierte an der Kunstuniversität in Taiwan und am Nationalen Konservatorium in Frankreich. Er arbeitet derzeit als Künstler und Kurator in Berlin. Er zeigte seine Arbeiten seit 2007 an Festivals und in Galerien in Taiwan und Europa. Heute arbeitet er als Mixed-Media-Künstler und Kurator in Berlin, mit Performance, Video, Musik und Installation. Erst seit 2021 befasst sich  Lan Hungh auch verstärkt mit der Schaffung von Roboter- und Magie Comics.

## Künstlerisches Wirken
Der Performancekünstler Lan Hungh arbeitet in verschiedenen Medien. Hunghs Praxis umfasst Performance, Musik, Installation, Video und Skulptur, durch die er seine Leidenschaft für Psychologie und das Physische, und auf welche Weise Sprache und Handlungen sie beeinflussen, zeigt. Hungh stellt sich und seine Werke oft in einen architektonischen und ökologischen Kontext, während er bei seiner Konzeptualisierung von Kunst die Erotik und die Politik des Körpers untersucht. Seine Handlungen während der Performance – eine Mischung aus Unsinn und Verständlichkeit, die auf einer universellen und natürlichen Grammatik basiert und vom täglichen Leben inspiriert ist – führen zu einem Austausch auf Augenhöhe mit dem Publikum und der Öffentlichkeit.
Hungh arbeitet als Kurator von MPA-B (Monat der Performance Art Berlin) und ist der Hauptgründer von APA-B (Verein für Performance Art in Berlin). Er fungiert als Art Director der Stattberlin Gallery. Zu seinen Veröffentlichungen gehören ein Gedicht-Hörbuch chinesischer zeitgenössischer Kompositionen „Schmetterlinge auf der Windschutzscheibe“ (2009), RPLCMNT von Savvy Contemporary (2010), Katalog „Parenthesisspaceparenthesis“, Ausgabe 0 und 1 (2012 und 2013). 2013 präsentierte Lan Hungh ein neues Mixed-Media-/Live-Performance-Stück „cogito ergo sum“, das er speziell für die von SomoS unterstützte Ausstellung nach Regel 34 entwickelte. Die transgressive Arbeit untersucht ebenso die Reaktionen des Publikums sowie die Handlungen und die Ausdauer des Darstellers. Im selben Jahr entwarf Lan Hungh Plakatkunst für das Projekt „Kunst braucht Fläche“ in Berlin. Lan Hungh präsentierte 2020 die Aufführung Seven Shanzai Pieces 2.0 während der Eröffnung der Ausstellung „China Boom“ der Galerien Lite-Haus und Pantocrator Gallery in Berlin.

## Auszeichnungen
- 2009 „Was gibt dir Halt in dieser schnellen Welt?“ Vereinbarung über eine Videoproduktion im Rahmen der Schmiede Hallein 09[7]
- 2011 “Nomadic Mashrooms” Preis des Publikums der Ausstellung “parcours d’artistes”, Les Passerelles, Pontault-Combault, France[8]

## Ausstellungen (Auswahl)
- 2019 Looking For Dick @ Schau FensterSchau FensterBerlinGermany[9]
- 2018 4th FNAF Festival of Naked Forms | Karlin Studios F.N.A.F. – Festival of Naked FormsVrané nad VltavouCzech Republic
- 2017 Mitte Media FestivalMitte Media FestivalBerlinGermany
- 2015 Wurzeln Weit Mehr Aufmerksamkeit Widmen
- 2013 Tempting Failure, The Island, Bristol[10]
- 2013 OlO BiAnCo – Performancefestival, Wissenschaftshafen, Magdeburg
- 2013 30 Jahre Ex’n’Pop, Ex’n’Pop, Berlin
- 2014 Männer in Garagen Gründergaragenhof Himmelsbach, Berlin
- 2013 SURVIVAL – International Performance Festival
- 2014 BLO Atelier, Berlin
- 2013 Männer in Garagen, Gründergaragenhof Himmelsbach, Berlin
- 2013 “Vom Anhalten des Verschwindens”, Lamspringe, Germany
- 2013 Particle Collision 4, Banja Luka, Berlin
- 2013 Group Work at Performmerstammtisch, MPA-B, Berlin
- 2013 Don’t call me Mao, call me Miau-Miau, HAU Hebbel am Ufer, Berlin
- 2013 “Foreplay” Agora Collective, Berlin[11].
- 2013 Dossier N°zero, Atelierhof Kreuzberg, Berlin
- 2013 “Rule 34 Exhibition” at SomoS, Berlin
- 2013 “Hier gibt’s harte Kost”, von Ibrahim Quraishi, houseclub @ Hebbel am Ufer
- 2013 “ricegreen opens”, stattberlin, Berlin
- 2013 Kunstverein Familie Montez: “Wurzeln Weit Mehr Aufmerksamkeit Widmen” SHIFT, Berlin
- 2013 Ich wünsche, China…” Serendipity Gallery, Berlin
- 2013 “Element Grey”, with Stefan Hauberg and SSMIDD, hinterconti, Hamburg
- 2013 “The Last Myself” performance, Diego Agulló and Juan Perno’s project. Agora, Berlin
- 2013 Relay Replay: Performative Feedback, AGORA, Berlin
- 2013 “My performances always fail”, Performer Stammtisch@Neu Hoch, Berlin
- 2013 Performance Evening – Hermann Heisig and Lan Hungh, Agora, Berlin
- 2013 A3 à toi! instant42, Taipei
- 2013 Voyeur 3.0, at EXPO, Berlin
- 2011 The biggest Queer Riot at the end of the world, WYSIWYG, Berlin
- 2011 Co Lab Edition 10 with JELILI ATIKU, Savvy Contemporary, Berlin
- 2011 Go West Festival, Günes Theater, Frankfurt
- 2011 Kunst braucht Fläche – Bernauer Straße 50, Berlin
- 2011 Displacing Time – PAErsche, Maschinenhaus Essen, Germany
- 2011 The Waiting Room, Kunstfabrik, Berlin
- 2011 PERFO! Telakalla Tampere, finland
- 2011 Perf12, 8th international Performance festival, Pori, Finland
- 2011 “Cat-Walk” in “Kunst-Kunst”, Galerie für Zeitgenössische Kunst, Leipzig, Germany
- 2011 “Space Ape” in ESCAPE performance Festival, Café Stadler, Berlin
- 2011 “Research of something new in performance”, Alternativer Kunstverein ACUD e.V, Berlin
- 2011 ANTLITZ II at Semmer-Berlin, Berlin
- 2011 KÜNSTLER SALON MURID BOSH „Für Hunde in der Zentralgrube“. KUNSTHALLE M3, Berlin
- 2011 “ZYKLUS III „FENSTER POST HOMINIDER SCHRITTE” Atelier Langhans, Pfullendorf; Germany
- 2011 Let’s Burn 3D, dual show with SSMIDD, stattberlin, Berlin
- 2011 jeunes créateurs “voyageurs obstinés”, Pontault-Combault, France
- 2010 “Aufhängen und Abhängen”, Club der Polnischen Versager, Berlin
- 2010 “Artist as Found Object”, Live Art Review at “Liebig12”, Berlin
- 2010 “Jerusalem Show *2011”, Al-Ma’mal Foundation for Contemporary Art, Jerusalem
- 2010 “Blauverschiebung No4”- Internationales Performance Festival Leipzig, Kammerspiele Leipzig, Germany
- 2010 “Parcours d’artistes”, Les Passerelles, Pontaut-Combault, France
- 2010 “Robur II”: Temporäre Ausstellung für zeitgenössische Kunst, Zittau, Germany
- 2010 “FITAX1500 in Berlin”, Grimmuseum, Berlin
- 2010 “Super Mario Seedbed” at Kunsthaus Bethanien, Berlin
- 2010 “Urlaub in Berlin” at Atelierhof Kreuzberg, Berlin
- 2010 “Nomadic Settler; Settled Nomad” group show at Kunsthaus Bethanien, Berlin
- 2010 “Human Microphone KARAOKE” 48 Hours Neuköln, AGW, Berlin
- 2010 “Peep Show” Tape Modern, Berlin
- 2010 “Infr’action Venezia *2011”, Venice, Italy
- 2010 Site specific” performance at Zukunftsvisionen *2011, Goerlitz, Germany
- 2010 “Cut Piece” Shan Zhai’ed Yoko Ono’s performance, My Performance, Schillerpalais, Berlin
- 2010 “Hunger” at International Performance Festival “Hunger”, Markthalle IX, Berlin
- 2010 “6 invisible things” for powers of Art, ALEX TV Studios, Berlin
- 2010 water installation in group show “black stars on a white sky”, another vacant space, Berlin
- 2010 “Mirror performance” WEEKENDHAUS #6 with Irene Pascual, IDOLONSTUDIO, Berlin
- 2010 PHOTO #10 group exhibition, Kantine, Berlin
- 2010 EROTIC ATTIC PARTY - Arty Party, AA-Atelier Attico, Berlin
- 2010 Frühlingserwachen Kunst und Kulturfestival im Kiez, Chi Chu, Berlin
- 2010 Based In Berlin, “R (X) G. O”Performance collaboration with Ssmidd, Marcus Philippe
- 2010 “Moby Dick” at “Metrospective” Group show, PROGRAM e.V, Berlin
- 2010 Collaboration with Diego Agulló, Transmediale, DAS Weekend, die Frühperle, Berlin
- 2010 “PIXELATE ME”, Transmediale Festival, AquabitArt, Berlin
- 2010 Reset Me” Group show, Auquabit Art, Berlin
- 2010 “Screder performance” at “But what about the noise of crumpling paper…”, at Artport, Berlin
- 2010 “Cat-walk” presented at “Warehouse Is A Warhouse Is A Warehouse”, ZMF – Zur Möbelfabrik, Berlin
- 2010 “Demolished Sofa” presented at “Derdiedas Ausstellung?”, AA Atelier Attico, Berlin
- 2010 performance collaboration with Ying-Mei Duan, Grimmuseum, Berlin
- 2010 “Touch Me vol. II - LAN Hungh” solo show at Aquabit Art, Berlin
- 2010 Festival “arte es acción = acción es producción” Madrid
- 2010 “Democratic performance” at Ola Lewin’s homenet.tv of Biennale POZNAN, PL, via Skype
- 2010 “Half Lucky Cat” presented at “Touch Me” Group show, Aquabit Art, Berlin
- 2010 “Zero Blank Eye Candy” present “on the face of dimension”, The Lauries Centre, Birkenhead, UK
- 2010 “Wie es Euch gefällt”, +auction, Aquabit Art, Berlin
- 2010 “Vacuum-cat” at Savvy Contemporary, Berlin
- 2010 “Out of Control” curated by Ssmidd, MMX Oepn Art Venue, Berlin
- 2010 “Atomino Art Festival”, Textilmuseum Crimmitschau, Germany
- 2010 RPLCMNT with Darri Laurenzen, Savvy Contemporary, Berlin
- 2010 Festival “Home Sweet Home”, Werkstatt der Kulturen, Berlin
- 2010 “Step toward Home” exhibition, EAST/WEST Project, DAM STUHLTRAGER Gallery, Berlin
- 2010 “Catwalk type II” at “Childhood Re-Creation” of Alina Kopytsa, Galerie Ratskeller Lichtenberg, Berlin
- 2010 “Help! I have to do performance!” at “LIKE” of “48-Stunden-Neukölln”, Schillerpalais, Berlin
- 2010 “I can write your name in bad Chinese” presented on PG Lab, Berlin
- 2010 “Yoga Meditation” presented at A.J.A.R. Projekt Galerie, Berlin
- 2010 “Step toward Home”, EAST/WEST Project, DAM STUHLTRAGER Gallery, Berlin
- 2010 “free internet LAN” presented at Festival “Check Bounds”, Stadtbad Wedding, Berlin
- 2010 “Catwalk type II” presented at “R.E.D. Festival” at Old Brewery, Landsberger 54, Friedrichshain, Berlin
- 2010 “trilogy performances” at “grenzART 1, Oberland Performance Art Festival”, Kirschau, Germany
- 2010 “Was gibt dir Halt in dieser schnellen Welt?” present at “schweifen und bleiben” aquabitArt galerie, Berlin
- 2010 “Diverse Universe International Performance Art”, A.J.A.R. Projekt Galerie, Berlin
- 2010 “FUCKING KUNST”, Galerie Friedrichschöhe, Berlin
- 2010 Whitehole Karate presented at “GLOW II”, Z-Bar, Berlin
- 2010 “Enter your name, rpg” presenter at Flutgraben, organised by Performer Stammtisch, Berlin
- 2010 “PLOT IN SITU” Festival of Live Art, ACUD theater, Berlin
- 2010 WHITE SNUFF of Museum Man, Ackerkeller, Berlin
- 2010 “Zebra Barbie” presented at Sunday Extraordinaire, .HBC Berlin
- 2010 “Workshop with God” presented at KNOT Soli-events, SCHNARUP THUMBY, Berlin
- 2010 “Underconstruction” photo series presented at KNOT Soli-events, Vetomat, Berlin
- 2010 sculpture “dear” presented at “#6 sculpture”, Kantine, Berlin
- 2010 “100 waves” presented at “GLOW”, Z-Bar, Berlin
- 2009 Berlin Art Show, present “Performance Manual for Audience”, Kindl-Brewery, Berlin
- 2009 Organic white, Aquabit Gallery, Berlin
- 2009 Democratic forrest, die Frühperle, Berlin
- 2009 sword performance, at alazzo Ca’ Zanardi, Venice, Italy
- 2009 sword performance, at ScalaMata Gallery, Venice, Italy
- 2009 video “Money Cat” prensented at NY BIENNALE ART, New York
- 2009 “Home is where the head hangs” Center of Contemporary Art Ortenau, Sasbachwalden, Germany
- 2009 “A SPIRES EMBERS-Гнездо альбатроса” group show, Mystetskyi Arsenal, Kiev, Ukraine
- 2009 Prizmatic Surveyor two person show with Stéphen Ribbon, Mirror Space, Berlin
- 2009 Musicman” at WELTEMPFAENGER, Berlin
- 2009 “terMsofblur” of Museum Man, Kastanienallee 19, Berlin
- 2009 “Lies” at the exhibition “Signal Through the Flames”, PHB Friedschoehe Gallery, Berlin
- 2009 “Signals through the flames”, PHB Friedschoehe Gallery, Berlin
- 2009 “SHOULD THE WORLD BREAK IN” group show, Ludmila Bereznitska and Partner Gallery, Kiev, Ukraine
- 2009 in “Particle Collision” exhibition, present “songs from the second floor”. Galerie der Künste, Berlin
- 2009 “Détournement Venise *2009”,53th Venice Biennale Collateral Events, Venice, Italy
- 2009 “#4 Plastic” group show, Aqua Carré Kantine, Berlin
- 2009 “#3 Ego” present “…. me”, Aqua Carré Kantine, Berlin
- 2009 “Knot” International Performance Festival, present “keep in balance”. Georg von Rauch-Haus, Berlin
- 2009 “Reliquaries of Empires Dust” present “demolished couch”, Bereznitsky Gallery, Berlin
- 2009 “interzone” group show at Wolstenholme Project, Liverpool, UK
- 2009 “Untitled Star Performance”, collaboration with Dovrat ana Meron at .HBC, Berlin
- 2009 [nomad / gomad], present “don’t let me out” at Aqua-Carré, Berlin
- 2009 “Demolition”, present “demolished couch” at .HBC, Berlin
- 2009 “Flowmarkt” performance at .HBC, Berlin
- 2008 “I’m Horny, Elton John, and…” 3 days performance, .HBC, Berlin
- 2008 “21,59×27,94 Lettre à Bernard”, group show, Gallery “Miss China Beauty”, Paris
- 2008 “Drawing” action at .HBC Kollektiv, Berlin
- 2008 “Please do not disturbed” performance, .CHB kollektiv, Berlin
- 2008 “TAMAGOTCHI” one week performance project, .BHC kollektiv, Berlin
- 2008 “Mallet Forest” performance for “La Nuit Blanche” with Liang Ya-hui, Coopérative, Paris
- 2008 “Écart de la poésie”and “La Montagne Tourbillonnante”, La maison du culture du Monde, Paris
- 2008 “Let’s Burn” two person exhibition with Stephana Schmidt, Gallery-33, Berlin
- 2008 Video installation for concert of Daniel Champolini, National concert hall, Taipei
- 2008 Video installation for Asia Pacific Quartet’s concert, National concert hall, Taipei
- 2008 Installation for Chamber Music Works of Taipei Symphony Orchestra, Zhongshan Hall, Taipei
- 2008 “Drum and String” performance, Taipei Artist Village, Taipei
- 2008 “White hole” two person exhibition with Tsai Showzoo, Chambord, Taipei
- 2008 “SOLOS” installation for solo percussion concert of Wu-shisan, National Taipei University of Arts, Taipei
- 2007 “Let The Children Use It” group exhibition, Kunsthaus Tacheles, Berlin
- 2007 “Mixed” Group exhibition, Gallery “Miss China Lunch Box”, Paris
- 2007 Tease Art Fair (with Gallery-33), group exhibition, Cologne, Germany
- 2007 “Untitled portraits, Untitled ocean” performance project of Isak Immanuel, Yuko Kaseki and Luigi Coppola, Taipei Artist Village, Taipei
- 2007 “L’amour ne peut pas” Collaboration performance with Liang Ya-hui, Amu, Lunch Box, Paris
- 2007 “Dance with me”, solo performance at Tease Art Fair, Cologne, Germany
- 2007 Untitled Collaboration performance, Asian art museum, Nice, France
- 2007 Untitled Collaboration performance for Toyota, Doha, Qadar
- 2006 Straw to Gold, personal exhibition, Gallery-33, Berlin
- 2006 “Anonymous Drawings”, group exhibition, Gallery Blütenweiß, Berlin
- 2006 “Sirens” solo performance, Gallery-33, Berlin
- 2006 “Masque II” Solo performance with live music, Tokyo Bunka Kaikan, Tokyo
- 2006 “Masque I” Collaboration performance, Art-U Room Gallery, Tokyo
- 2006 “Mon petit Poisson” Collaboration performance with Yu-Jun Ye, Miss China Lunch Box, Paris
- 2005 “INTIMACY”, group exhibition, Gallery “Campbell Works”, London
- 2005 “La nuit noisy” collaboration performance, la Rue Française, Paris
- 2005 “Man / Women / Chinese Opera” collaboration performance, Miss China Lunch Box, Paris
- 2005 “Noyau II” Solo (accompaniment: National Taipei Orchestra), Zhongshan Hall, Taipei
- 2005 “Chu-Go-Hua-Shen” collaboration performance, Dog-Pig art Café, Kao-hsung, Taiwan
- 2005 “Area” Duet (accompaniment: National Symphony Orchestra), National Taiwan Concert Hall, Taipei
- 2005 “Chinese Noise Action” collaboration performance, Palais de Tokio, Paris
- 2004 “Blue” personal photo projection, Glaz’art, Paris
- 2004 “Art’ech” Group exhibition, Paris
- 2004 “Memmoto”, virtual Exhibition, “Nerve.com”[12]

## Filme (Produktion)
- 2013 “Schleierhaft”, Art Department, Graphic Designer[13]
- 2012 “Buddha’s Little Finger” Art Department and Designer of Buddha
- 2008 “Berlin loves you” a short film of Dagmar Weaver-Madsen, main actor
- 2007 “the secret of the Locksmith” a film of Bowel, main actor
- 2000 “After raining” a film of Andrew Yang, main actor

## Publikationen
- Interzone Curator Interview
- Performance at Acud
- Performance at Performer Stammtisch
- 2010 Equinox, Grim Museum, Berlin 2010
- 2010 RPLCMNT with Darri Laurenzen, Savvy Contemporary
- 2009 “der Greif Schmiede Spezial”
- 2009 “Schmetterlinge auf der Windschutzscheibe”, Music composing for Contemporary Chinese Poetry Audio book, Fly East Records